# セルジオ・バッツィーニ
セルジオ・バッツィーニ（Sergio Bazzini, 1935年2月26日 - 2025年1月22日）は、イタリアの脚本家、映画監督である。英語・フランス語読みでバッジーニと日本で表記されることもある。

## 人物・来歴
1935年（昭和10年）2月26日、イタリアのトスカーナ州ピストイア県ピストイアに生まれる。
1960年代初頭に助監督となり、ジャンフランコ・パロリーニ、マッシモ・ミダに師事し、ジャーロ系映画の製作にたずさわる。1966年（昭和41年）、脚本家としてデビュー、イタリア式の集団執筆体制に加わっていく。
1969年（昭和44年）、アメリカの「パブリック・エネミー・ナンバーワン」と呼ばれたジョン・デリンジャーを描くマルコ・フェレーリ監督の『デリンジャーは死んだ』の脚本を書く。同年6月16日 - 同年7月16日に撮影された、ジャン＝リュック・ゴダールとジャン＝ピエール・ゴランを中心とした映画製作集団「ジガ・ヴェルトフ集団」による『東風』の脚本執筆に同集団名義で参加する。
1971年（昭和46年）、イタリア放送協会によるテレビ映画『訪問者』で映画監督としてデビューした。1974年（昭和49年）には監督第2作『女性は美しい』を演出した。同年、マウロ・ボロニーニ監督の『哀しみの伯爵夫人』の脚本執筆に参加する。以降、ボロニーニ作品の脚本を多く執筆した。
1985年（昭和60年）以降、1990年代は執筆のペースが落ちるが、2004年（平成16年）、ダニエレ・チニ監督の『ラスト・フード』の脚本執筆に参加した。
2025年1月22日に死去。89歳没。

## フィルモグラフィ
- 『西暦79年 エルコラーノ崩壊』 Anno 79: La distruzione di Ercolano : 監督ジャンフランコ・パロリーニ、1962年 - 助監督
- 『LSD 戦慄のゼロ指令』 LSD - Inferno per pochi dollari : 監督マッシモ・ミダ、1967年 - 助監督
- A... come assassino : 監督レイ・モリソン （アンジェロ・ドリオ）、1966年 - 脚本
- 『ありがとう叔母さん』 Grazie, zia : 監督サルヴァトーレ・サンペリ、1968年 - 脚本
- 『ある局面へ向かう女性』 La donna a una dimensione : 監督ブルーノ・バラッティ、1969年 - 脚本
- 『人間の種』 Il seme dell'uomo : 監督マルコ・フェレーリ、1969年 - 脚本
- 『デリンジャーは死んだ』 Dillinger è morto : 監督マルコ・フェレーリ、1969年 - 脚本
- 『ママの気持ち』 Cuore di mamma : 監督サルバトーレ・サンペリ、1969年 - 原作
- 『ハールレムのチューリップ』 I tulipani di Haarlem : 監督フランコ・ブルサーティ、1970年 - 脚本
- 『東風』 Le vent d'est : 監督ジガ・ヴェルトフ集団、1970年 - 脚本 （ジガ・ヴェルトフ集団名義）
- 『訪問者』 Il visitatore : テレビ映画、イタリア放送協会、1971年 - 監督・原作・脚本
- 『ヴォイツェック』 Woyzeck : 監督ジャンカルロ・コベッリ、1973年 - 脚本
- 『哀しみの伯爵夫人』 Fatti di gente perbene : 監督マウロ・ボロニーニ、1974年 - 脚本
- 『女性は美しい』 Donna è bello : 1974年 - 監督・脚本
- 『激走! イタリア・トラック野郎』 Simone e Matteo: Un gioco da ragazzi : 監督ジュリアーノ・カルニメーオ、1975年 - 原作・脚本
- 『沈黙の官能』 L'eredità Ferramonti : 監督マウロ・ボロニーニ、1976年 - 脚本
- 『檻』 La gabbia : 監督カルロ・トゥージ、1977年 - 脚本
- Uno + uno : 監督ビアジオ・プロイエッティ、テレビ映画ミニシリーズ、1983年 - 脚本
- 『テレーズ・ラカン』 Teresa Raquin : 監督ジャンカルロ・コベッリ、テレビ映画ミニシリーズ、1985年 - 脚本
- 『金曜日の別荘で』 La villa del venerdì : 監督マウロ・ボロニーニ、1991年 - 脚本
- 『リコルディ家』 La famiglia Ricordi : 監督マウロ・ボロニーニ、テレビ映画ミニシリーズ、1995年 - 脚本
- 『窓ふきのバラード』 La ballata dei lavavetri : 監督ピーター・デル・モンテ、1998年 - 脚本
- 『ラスト・フード』 Last Food : 監督ダニエレ・チニ、2004年 - 脚本

## 註
1. 1 2 3 4 5 6 7 8 9 10 11  Sergio Bazzini, Internet Movie Database, 2010年9月26日閲覧。
2. ↑  セルジオ・バッジーニ、キネマ旬報映画データベース、2010年9月26日閲覧。
3. ↑  セルジオ・バッジーニ、movie-fan.jp, 2010年9月26日閲覧。
4. ↑  Roberto Chiesi, Jean-Luc Godard, Roma : Gremese, ISBN 888440259X, p.107.
5. ↑  “Morto Sergio Bazzini, sceneggiatore di ‘Dillinger è morto’” (イタリア語). Cinecittà News (2025年1月23日). 2025年1月24日閲覧。